# ハイネ-アバレンコフの擬ポテンシャル
ハイネ-アバレンコフの擬ポテンシャル（ハイネ-アバレンコフのぎポテンシャル、Heine-Abarenkov pseudopotential）は、アシュクロフトの擬ポテンシャルと異なり、切断半径rcの内側を、非局所項で記述する。その非局所項は、実際の実験によって得られる原子のエネルギー準位に合うように決められる。この意味でこれは経験的な擬ポテンシャルである。